# Lilian Jackson Braun
Lilian Jackson Braun (20. června 1913, Chicopee – 4. června 2011) byla americká spisovatelka známá svou lehce detektivní sérií knih Kočka, která... Knihy Kočka, která se věnuje životu bývalého novináře Jamese Qwillerana a jeho dvou siamských koček Koko a Yum Yum ve fiktivním městečku Pickax v Moose County "400 mil severně od všeho". Ačkoli se ve svých knihách nikdy formálně neuváděla, města, kraje a životní styl popsané v sérii jsou obecně uznávány jako model města Bad Axe v Michiganu, kde Braunová bydlela s manželem až do poloviny osmdesátých let.

## Život
Psát začala již jako teenager, kdy posílala sportovní poezii do novin The Detroit News, dále pokračovala v psaní reklamních kopií a do roku 1978 jako editorka časopisu Good living.
Mezi lety 1966 - 1968 jí vyšly knihy Kočka, která uměla číst pozpátku, Kočka, která okusovala ušák a Kočka, která zhasínala světlo. The New York Times Braunová označily v roce 1966 za "nového detektiva roku". Potom Braunová zmizela ze spisovatelské scény na dlouhých 15 let, v roce 1983 vyšla kniha Kočka, která viděla rudě a během let 1987 a 1988 vyšly další čtyři tituly. Ze série se tak opět staly bestsellery. Jako mnoho spisovatelů svého věku byla Braunová technofob a všechny své novely napsala na psacím stroji.
Lilian Jackson Braunová si velmi bedlivě střežila své soukromí. Do roku 2005 se nevědělo ani její datum narození, ten uvedla při rozhovoru s The New York Times. Se svým druhým manželem Earlem Bettingerem a dvěma kočkami žila 32 let v Severní Karolíně. Každá z jejích knih je věnována „Earlu Bettingerovi, manželovi, který ...“
Zemřela v hospicu v Landrumu v Severní Karolíně na zápal plic.

## Seznam děl

### Novely "Kočka, která..."
V závorce je jako první uveden rok prvního vydání v originálu, druhý rok uvádí vydání v češtině.
1. Kočka, která uměla číst pozpátku (1966, 2003)
2. Kočka, která okusovala ušák (1967, 2003)
3. Kočka, která zhasínala světlo (1968, 2003)
4. Kočka, která viděla rudě (1983, 2003)
5. Kočka, která hrála Brahmse (1987, 2004)
6. Kočka, která si hrála na pošťáka (1987, 2004)
7. Kočka, která znala Shakespeara (1988, 2004)
8. Kočka, která čichala lepidlo (1988, 2004)
9. Kočka, která si potrpěla na rtěnku (1989, 2005)
10. Kočka, která mluvila s duchy (1990, 2005)
11. Kočka, která žila na vysoké noze (1990, 2005)
12. Kočka, která se znala s kardinálem (1991, 2005)
13. Kočka, která brala růžové pilulky (1992, 2006)
14. Kočka, která pohnula horou (1992, 2006)
15. Kočka, která zmizela ve skříni (1993, 2006)
16. Kočka, která hrála domino (1994, 2006)
17. Kočka, která pískala na poplach (1995, 2007)
18. Kočka, která zbožňovala sýr (1996, 2007)
19. Kočka, která stopovala zloděje (1997, 2007)
20. Kočka, která viděla hvězdy (1998, 2008)
21. Kočka, která zpívala ptáčkům (1998, 2008)
22. Kočka, která cítila krysu (2000, 2008)
23. Kočka, která vyloupila banku (2000, 2007)
24. Kočka, která věděla kudy kam (2001, 2008)
25. Kočka, která sklidila aplaus (2002, 2009)
26. Kočka, která se zbláznila (2004, 2009)
27. Kočka, která rozmlouvala s krocany (2004, 2009)
28. Kočka, která shodila bombu (2006, 2009)
29. Kočka, která měla 60 vousků (2007, 2010)

### Krátké příběhy
1. Kočka, která vyprávěla příběhy (1988, 2010)
2. The Private Life of the Cat Who... (2003, nevyšlo česky)
3. Short and Tall Tales (2003, nevyšlo česky)